# Арбусол
Арбусол (фр. Arboussols) насеље је и општина у јужној Француској у региону Лангдок-Русијон, у департману Источни Пиринеји која припада префектури Прад.
По подацима из 2011. године у општини је живело 103 становника, а густина насељености је износила 7,32 становника/km². Општина се простире на површини од 14,08 km². Налази се на средњој надморској висини од 593 метара (максималној 1.004 m, а минималној 242 m).

## Демографија
| 1962. | 1968. | 1975. | 1982. | 1990. | 1999. | 2011. |
| ----- | ----- | ----- | ----- | ----- | ----- | ----- |
| 83    | 104   | 85    | 81    | 79    | 95    | 103   |

График промене броја становника у току последњих година